# Helga Forner
Helga Forner (* 1936 in Berlin; † 3. Dezember 2004 in Leipzig) war Professorin für Gesang an der Hochschule für Musik und Theater „Felix Mendelssohn Bartholdy“ Leipzig. Sie war eine der bekanntesten deutschen Gesangspädagoginnen vor und nach der Wende.

## Werdegang
Von 1954 bis 1960 studierte sie Gesang an der Hochschule für Musik Leipzig u. a. bei Ks. Eva Fleischer. Anschließend war sie fünf Jahre Fachschuldozentin für Gesang am Konservatorium Halle. 1965 erhielt sie einen Lehrauftrag an ihrer einstigen Ausbildungsstätte in Leipzig. Dort wurde sie erst 1978 nach dreimaliger Ablehnung (aus politischen Gründen) zur Dozentin für Gesang ernannt. 1987 erhielt sie eine außerordentliche Professur und wurde schließlich fünf Jahre später zur ordentlichen Professorin für Gesang ernannt.
Helga Forner war verheiratet mit dem Dramaturgen und Musikwissenschaftler Johannes Forner, der ebenfalls als Professor an der Hochschule für Musik und Theater "Felix Mendelssohn Bartholdy" Leipzig lehrte.
2001 wurde Helga Forner emeritiert, hatte aber noch bis 2004 einen Lehrauftrag inne.
Die Gesangspädagogin, die Meisterklassen im In- und europäischen Ausland leitete, hatte eine große Anzahl von Sängerinnen und Sänger ausgebildet, darunter Eva-Maria Bundschuh, Simone Kermes, Romelia Lichtenstein, Jochen Kupfer, Thomas Wittig.